# Limbus de l'acétabulum
Le limbus de l'acétabulum (ou sourcil cotyloïdien) est un rebord saillant de la face externe de l'os coxal entourant l'acétabulum.

## Description
Le limbus de l'acétabulum fait le tour de l'acétabulum et présente trois échancrures à la jonction des trois os constitutifs de l'os coxal :
- l'incisure ilio-pubienne en avant,
- l'incisure ilio-ischiatique en arrière,
- l'incisure  de l'acétabulum ou ischio-pubienne, large et profonde, en bas.

Le labrum acétabulaire se fixe par sa base sur le limbe et passe en pont au-dessus de l'incisure ischio-pubienne formant le ligament transverse de l'acétabulum transformant l'échancrure en orifice.